# Gorevision Films
Gorevision Films es una productora de cine distribuidora de Argentina fundada por Germán Magariños en 2001. Sus producciones pertenecen al género gore o splatterpunk, siendo películas de muy bajo presupuesto que buscan asombrar al espectador, que también pueden ser consideradas dentro del género exploitation. 
Las películas que producen generalmente contienen mucha violencia, humor macabro, sadismo y hasta bandas punk tocando en vivo. 
Muchas se pueden conseguir en distintas partes del planeta, principalmente en ediciones piratas. Sadomaster fue editada de manera oficial en DVD en Estados Unidos a través de la distribuidora SRS Cinema LLC.
En 2005, la película Goreinvasion ganó el premio Dogpile de Troma Entertainment.

## Películas
- Sadomaster (2005)
- Goreinvasión (2004)
- Vio la luna... y compró un cementerio (2003)
- La Sangre de Frankenstein (aka LSD Frankenstein) (2002)
- Holocausto Cannabis (2001)
- Mondo Malala (2000)